# Cercospora furfurella
Cercospora furfurella är en svampart som beskrevs av Speg. 1888. Cercospora furfurella ingår i släktet Cercospora och familjen Mycosphaerellaceae.   Inga underarter finns listade i Catalogue of Life.